# バイバイ‥
「バイバイ‥」は、日本のシンガーソングライター・山猿の7作目（通算9作目）のデジタルシングル。

## 概要
- 前作『赤い実ハジケタ恋空の下‥part2』から1年ぶりのデジタルシングル。
- レコチョク邦楽ヒップホップ/R&B/レゲエチャートにてデイリー首位を獲得。ジャンル別デイリー首位の獲得記録を8作に更新した[1]。

## 収録曲
| #  | タイトル      | 作詞 | 作曲                               | 編曲                         | 時間 |
| -- | ------------- | ---- | ---------------------------------- | ---------------------------- | ---- |
| 1. | 「バイバイ‥」 | 山猿 | 山猿、Naoki Itai、モチヅキヤスノリ | Naoki Itai、モチヅキヤスノリ | 4:46 |

### 解説
1. バイバイ‥
別れをテーマに、「バイバイはまた会うための挨拶」という想いを込めて制作されたバラード[1]。
ミュージック・ビデオは高木聡が監督を務め、光石研と広澤草が親子の役で出演しており、「伝えられなかった想い、伝えたかった思い」をテーマに撮影された[2]。

## 参加ミュージシャン
- 山猿：Vocal

Support Musician
- Naoki Itai：Programming
- モチヅキヤスノリ：Programming & Piano
- 城戸紘志：Drums
- 北村雄太：Bass
- 源田爽馬：Guitars
- 村田泰子ストリングス：Strings

## タイアップ
- 福井テレビ系夕方ワイド番組『おかえりなさ〜い』エンディングテーマ
- フジテレビ主催イベント『お台場ラーメンPARK in 福井』2017年度告知CMソング
- 日本テレビ系列バラエティ番組『採用!フリップNEWS』2017年4月度エンディングテーマ

## 収録アルバム
- あいことば4